# ReBuy
reBuy est une entreprise de recommerce allemande, spécialisée dans le rachat et le reconditionnement de produits électroniques et de médias, basée à Berlin.
Créée en 2004, l'entreprise est présente en Allemagne, en Autriche, en France, aux Pays-Bas, au Royaume-Uni, en Italie, en Espagne grâce à une boutique en ligne.

## Histoire
Tout commence en 2004, avec la fondation de Trade-a-Game par Lawrence Leuschner et Marcus Börner. L'activité principale de la compagnie était l'échange sur Internet de jeux vidéo. L'entreprise a commencé son activité sur une simple étagère IKEA avec quelques jeux vidéo.
Par la suite, Lawrence Leuschner et Marcus Börner, décide d'intégrer au développement de Trade-a-Game Tim Fronzek, Olivier Mackovic et Daniel Freudenberg pour bénéficier de leurs compétences en finance et en informatique pour ainsi donner envie aux investisseurs de croire en leur projet.
En 2006, Trade-a-Game s'installe à Berlin pour profiter du dynamisme de la ville et ainsi gagner de nouveaux clients.
En 2009, Trade-a-Game devient reBuy. Cette décision montre la volonté d'étendre le concept de recommerce à de nouvelles catégories de produits.
En 2010, plus de 200 personnes travaillent pour la société et des centaines de milliers de produits sont achetés et vendus. La décision est alors prise d'élargir la gamme des produits électroniques pour répondre à une demande grandissante de la part des clients.
Un centre logistique de plus de 10 000 m² est construit en 2012 à Berlin-Rudow pour répondre aux besoins des clients et traiter leurs commandes. Plus de 400 personnes travaillent pour reBuy cette année-là. La garantie sur les produits vendus passe de 12 à 18 mois pour les produits reconditionnés.
En 2013, reBuy devient la plus grande entreprise de recommerce d'Allemagne. Dès 2014, les clients autrichiens peuvent vendre et acheter sur la plateforme allemande existante.
En 2015, reBuy s'étend à la France et lance le site reBuy.fr. Le site propose pour son lancement, uniquement le rachat de tablettes et de téléphones intelligents. Cependant, rapidement, de nouvelles catégories viennent enrichir le catalogue français. Le site propose le rachat de montres intelligentes, de consoles de jeux, d'appareils et d'objectifs photographiques ainsi que les caméras d'action. C'est actuellement en France le seul site de recommerce qui rachète à prix fixe un si large éventail de catégories de produits.
En 2016, la version néerlandaise de reBuy est lancée. Le site propose au rachat dès le départ les téléphones intelligents, les tablettes, les montres intelligentes, les consoles de jeux, les appareils et les objectifs photographiques ainsi que les caméras d'action. Torsten Schero rejoint la direction de reBuy.
En 2017, reBuy propose en France et aux Pays-Bas, le rachat et la revente d'appareils électroniques.
En 2018, reBuy lance sa boutique en Espagne et en Italie. Au Royaume-Uni, reBuy lance la partie "Vendre" de sa boutique.
En 2019, Philipp Gattner rejoint la direction de reBuy.

## Concept de l'entreprise
L'entreprise offre à ses clients des produits à un prix fixe et garantit leur qualité pendant 18 mois. L'évaluation des produits, les éventuelles réparations et le stockage sont effectués dans le centre logistique de 10.000 m² à Berlin-Rudow. reBuy épouse le concept d'économie circulaire. Cela signifie que la vie des produits est prolongée par une réintroduction sur le marché. L'utilisation des ressources naturelles est minime et le gaspillage est évité.
Pour vendre sur reBuy, les clients doivent indiquer la catégorie de leur produit, son modèle et éventuellement répondre à quelques questions concernant l'état de l'appareil. Un bordereau d'expédition est édité, il suffit alors de le coller sur un colis contenant l'appareil.
Après réception au centre logistique, l'appareil est examiné. Si la description ne correspond pas à l'appareil envoyé, reBuy propose, si possible, une nouvelle offre de rachat. Le client peut aussi demander un retour gratuit ou la destruction de son appareil si le nouveau prix de rachat ne lui convient pas  
L'appareil est ensuite testé et reconditionné (c'est-à-dire nettoyé et réparé dans le but d'avoir une apparence la plus proche du neuf) pour être revendu directement sur son site ou sur des sites partenaires.
Actuellement le site propose à la revente : 
- 10 catégories de produits électroniques (Allemagne, France, Pays-Bas) 
  - des consoles de jeux vidéo
  - des téléphones intelligents[14]
  - des tablettes
  - des liseuses
  - des appareils et des objectifs photographiques
  - des montres intelligentes
  - des MacBooks
  - d'autres produits Apple
  - des caméras d'action
  - des coachs électroniques

et 5 catégories de médias (Allemagne)
- des films
- de la musique
- des livres
- des jeux vidéo
- des logiciels